# فريدريك بول (ملحن)
فريدريك بول (بالنرويجية: Fredrik Ball)‏ (و. 1977  م) هو ملحن، وموسيقي، ومنتج أسطوانات نرويجي، ولد في فريدريكستاد.

## روابط خارجية
- فريدريك بول على موقع ميوزك برينز (الإنجليزية)
- فريدريك بول على موقع أول ميوزيك (الإنجليزية)
- فريدريك بول على موقع ديسكوغز (الإنجليزية)